# مفعول فويجت

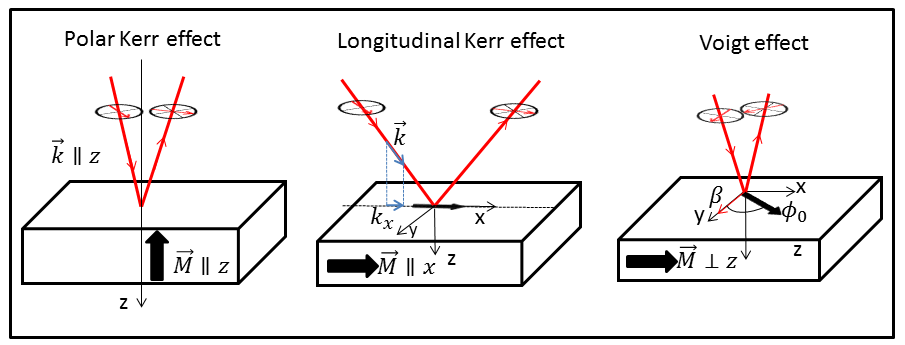

مفعول فويجت (بالإنجليزي: Voigt Effect)هو ظاهرة ضومغناطيسية تحدث نتيجة الانكسار المغناطيسي المزدوج , وهومماثل لمفعول فارادي الذي يؤدي إلى استقطاب الضوء خطيا عند مروره عبر مادة متماثلة موضوعة في مجال مغناطيسي , اكتشفها لأول مرة فويجت عام 1902.
يستخدم هذا التأثيرفي مرشحات الخط الذري المعروفة بمرشحات فويجت .